# Université de Catane

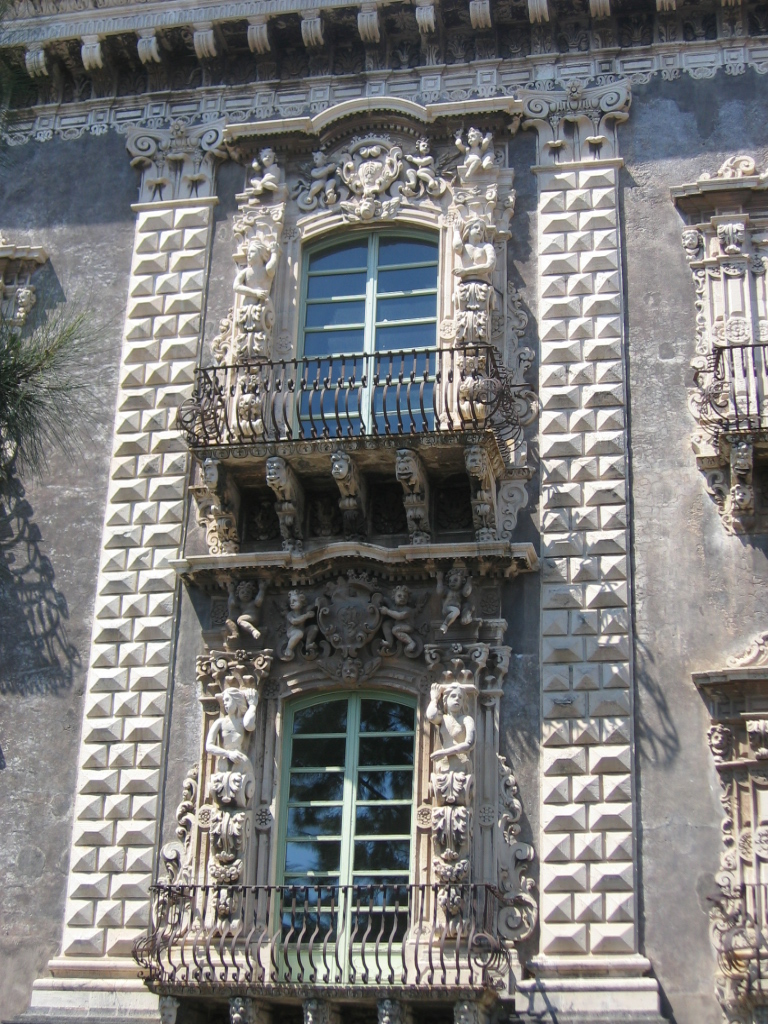
Détail de l'université, à côté du monastère de Saint Nicolas l'Arène.

L'université de Catane (en italien, Università degli Studi di Catania) est une université italienne fondée en 1434, dont le siège est à Catane (en Sicile).

## Historique[3]
La fondation de l’Université de Catane, la plus ancienne en Sicile, remonte à 1434, quand le roi de Sicile Alphonse Ier autorisa la création d’un Studium generale avec le privilège de délivrer des titres académiques juridiquement valables - baccellierati, licences et diplômes - dans les quatre disciplines de base : la théologie, le droit canonique et civil, philosophie physique (médical) et commune ainsi que les arts libéraux (littérature) ; la reconnaissance papale arrivant dix ans plus tard avec une bulle du pape Eugène IV.
Auparavant, les principaux centres d’éducation étaient à Palerme, Messine et Trapani. Cependant, aucun d’entre eux ne détenait le jus doctorandi ou le droit de délivrer des diplômes (qui ne pouvaient être délivrés que par le pape). En 1444, les quatre premières facultés de médecine, de philosophie, de droit canonique et civil, de théologie et d’arts furent créées. Les étudiants ont commencé à suivre des cours en 1445, mais ce n’est que deux siècles plus tard que l’université eu son propre établissement sur la Piazza Università. L'université se trouve encore aujourd’hui sur la Piazza, dans l’ancien bâtiment de l’hôpital de Saint Marc. Il fut complètement détruit par un tremblement de terre en 1693 et les étudiants ont été laissés sans endroit pour poursuivre leurs études. Dans l'attente qu’il ne soit reconstruit, les étudiants ont transféré des classes dans des huttes en bois près du port. Le nouveau bâtiment, conçu par Giovanni Battista Vaccarini, est un monument d’architecture baroque.
L'université de Catane n’était pas seulement structurellement puissante. Elle détenait également le droit exclusif, par arrêté royal, d’octroyer des diplômes au sein du royaume de Sicile. Bien que le pouvoir hiérarchique de l’université était entre les mains de l’Église – étant l'évêque de Catane ex officio grand chancelier de l'université – le Recteur, étudiant élu dans sa dernière année d’études, avait le pouvoir de mettre les étudiants en procès.
Aujourd’hui, les bâtiments universitaires sont répartis dans toute la ville, avec un contraste entre le moderne campus hi-tech « University City », et de nombreux bâtiments historiques dans le vieux centre-ville. Il offre un portefeuille attractif de titres académiques et s’engage dans la création d’un « laboratoire » où la culture méditerranéenne antique rencontre les nouvelles technologies, afin d’offrir une expérience de formation avancée.

## Les facultés
Elles sont au nombre de douze :
- agraria (agronomie) ;
- architettura (architecture) ;
- economia (économie) ;
- farmacia (pharmacie) ;
- giurisprudenza (droit) ;
- ingegneria (sciences de l'ingénieur) ;
- lettere e filosofia (lettres et philosophie) ;
- lingue e letterature straniere (langues et littératures étrangères) ;
- medicina e chirurgia (médecine et chirurgie) ;
- scienze della formazione (sciences de l'éducation) ;
- scienze matematiche, fisiche e naturali (sciences mathématiques, physiques et naturelles) ;
- scienze politiche (sciences politiques).

## Personnalités liées à l'université

### Professeurs
- Michele Cipolla (1880-1947), mathématicien, professeur d'analyse algébrique
- Guido Fubini (1879-1943), mathématicien, professeur de mathématiques
- Giuseppe Mercalli (1850-1914), sismologue et volcanologue, professeur de géologie et minéralogie
- Remo Ruffini (né en 1942), physicien, professeur de physique théorique
- Emanuela Abbadessa (née en 1964), femme de lettres, professeure d'histoire de la musique

### Étudiants
- Giuseppe De Felice (it) (1859-1920), était le premier maire socialiste de Catane
- Filippo Eredia (it) (1877-1948), était géophysicien et météorologue
- Carmelina Naselli (it) (1894-1971), elle était intellectuelle, femme de lettres et bibliothécaire
- Giuseppe Fava (1925-1984), il était journaliste, tué par la mafia
- Anna Finocchiaro (1955), est un magistrat, politicienne et parlementaire de la République italienne
- Napoleone Ferrara (1956), est un biologiste italo-américain
- Pietrangelo Buttafuoco (1963), c'est un écrivain, intellectuelle et homme de lettres
- Emma Baeri (1942), elle est historienne
- Lucia Azzolina (1982), elle est politicienne et parlementaire de la République italienne